# Dziennik Chicagoski
Der Dziennik Chicagoski (Chicagoer Tageszeitung) war eine Tageszeitung in polnischer Sprache, die in Chicago von 1890 bis 1971 von den dortigen Resurrektionisten herausgegeben wurde.
Die Zeitung wurde von den Priestern Wincenty Barzyński und Jan Radziejowski gegründet und war mit dem Zjednoczenie Polskie Rzymsko-Katolickie verbunden. Erster Chefredakteur war Stanisław Szwajkart. Ihm folgten unter anderem Henryk Nagiel und Karol Wachtl.
Von 1939 an wurde die Zeitung in englischer Sprache herausgegeben.
1971 wurde der Dziennik Chicagoski in die Tageszeitung Polacy w Chicago umgewandelt.